# Sansanosmilus
Sansanosmilus is een geslacht van uitgestorven katachtige roofdieren uit de familie Barbourofelidae (valse sabeltandkatten) die leefden tijdens het Mioceen, 13,6-11,1 miljoen jaar geleden, en ongeveer 2,5 miljoen jaar hebben bestaan. Dit roofdier had het formaat van een panter.

## Fossielen
Fossielen zijn gevonden in China, Frankrijk en Spanje. Bij het Catalaanse Sant Quirze del Vallès zijn de resten van Sansanosmilus samen gevonden met de fossielen van slurfdieren (Deinotherium), neushoorns, varkens, herten, vliegende eekhoorns en de mensaap Pierolapithecus. Waarschijnlijk vormden deze dieren een mogelijke prooi voor Sansanosmilus.

## Taxonomie
Sansanosmilus is een lid van de familie Barbourofelidae, een groep katachtige carnivoren die verwant zijn aan ofwel katachtigen of nimraviden. Hij had korte poten, was erg gespierd en had een lange staart. Sansanosmilus was 1,5 meter lang en woog waarschijnlijk ongeveer 80 kilogram. In 1961 concludeerde paleontoloog L. Ginsburg dat Sansanosmilus een plantigrade loophouding bezat, na bestudering van zijn voetbotten en na vergelijking met die van de echte katachtige Pseudaelurus uit dezelfde vindplaats. Dit is anders dan bij latere barbourofeliden, waarvan wordt verondersteld dat ze een semi-plantigrade of semi-digitigrade houding hadden.
De typesoort Sansanosmilus palmidens is bekend van fossielen uit het Orleanian en Astaracian van Frankrijk. Hoewel Albanosmilus vanaf de jaren 1970 werd beschouwd als een jonger synoniem van Sansanosmilus, hebben Robles et al. (2013) aangetoond dat de typesoort van Albanosmilus, Sansanosmilus jourdani (die zij beschouwden als een ouder synoniem van Sansanosmilus vallesiensis), nauwer verwant is aan Barbourofelis dan aan de typesoort van Sansanosmilus en dus generiek verschillend is. Wang et al. (2020) waren het eens met Robles et al. (2013) bij het herstellen van Albanosmilus als dichter bij Barbourofelis dan bij Sansanosmilus.
Nog eens twee soorten, Sansanosmilus rhomboidalis en Sansanosmilus serratus, werden beschreven door G.E. Pelgrim in 1932 op basis van fragmentarische fossielen van de Siwaliks. Sansanosmilus rhomboidalis werd in 2022 verder beschreven, met nieuw toegewezen materiaal.